# Geniostoma glaucescens
Geniostoma glaucescens är en tvåhjärtbladig växtart som beskrevs av Rudolf Schlechter. Geniostoma glaucescens ingår i släktet Geniostoma och familjen Loganiaceae. Inga underarter finns listade i Catalogue of Life.